# 리드필드 (위스콘신주)
리드필드(Readfield)는 미국 위스콘신주의 워파카 카운티에 위치한 비정식적인 공동체이다. Caledonia의 마을인 프리몬트 동쪽에 위치한 위스콘신 Highway 96번에서 찾을 수 있다. 또한 Waupaca 카운티 트렁크 고속도로인 H와 W도 리드필드를 통과한다.
리드필드에는 우편번호 54969의 우체국이 있다.

## 역사
Zion Evangelical Lutheran Church은 1902년에 리드필드에 교회를 건설하려는 의사를 밝혔다. 2017년 현재에도 그곳에 교회가 있다.
리드필드는 원래의 횡단 Yellowstone Trail 자동차 도로 경로에 있었다. 이 도로는 1915년에 개척되었다. 리드필드를 통과하는 이 고속도로는 1917년에 처음으로 숫자 지정인 주간 고속도로 18호로 지정되었고, 이는 1926년에 미국 루트 10으로 변경되었다.
1928년 여름에 Waupaca County Highway W가 되는 도로의 건설이 시작되었다. 이 도로는 뉴 런던과 리드필드를 연결한다.
리드필드의 전화 서비스는 1930년대 초기에는 라슨-리드필드 전화 회사에 의해 제공되었다. 이 회사는 1989년 라 크로스의 센추리 텔레폰에 인수되었다. 센추리 텔레폰은 이후 센추리링크로 명을 변경하였고, 2013년까지도 CenturyTel of Larsen-Readfield, LLC라는 명의 자회사를 가지고 있었다.
1960년 10월, 뉴런던 교육위원회는 리드필드에 건설될 학교를 승인했다. 이 학교는 1961년 9월에 처음 개교되어 약 220명의 학생을 수용할 예정이었다. 뉴런던 남쪽에 있는 작은 학교들 중에 (세 개의 교실이 있는 데일 학교를 제외하고) 이 지구에서 관리하는 학교들은 리드필드 학교가 개교되면 폐쇄되고 합쳐질 것으로 계획되어 있었다. 최종적으로 데일 학교는 1960년대 후반에 폐교되었고, K-3 학생들은 리드필드 학교로 통합되었다.
1982년 미국 10번 고속도로가 안전을 위해 리드필드를 지나는 구간을 수정하면서 많은 리드필드의 상점들이 문을 닫았다. 고속도로 개선 사업은 미국 10번 고속도로를 따라 리드필드 대부분에 경계선과 구터를 설치하고, 카운티 로드 H를 다시 라우팅하여 카운티 로드 W와 미국 10번 고속도로의 삼지역과의 교차로를 피하도록 했다. 이 고속도로 개선 사업으로 Vic & Myrts' 슈퍼 클럽, Hanneman's 식료품점 및 레크 센터 등이 문을 닫게 되었다. 이로 인해 해당 시기에는 리드필드에 총 네 개의 상업시설이 남게 되었는데, 그 중 세 곳은 술집이었고, 네 번째는 작은 잡화점이었다.
2003년 12월 5일, 그린빌과 프리몬트 사이에 위치한 새로운 분리 고속도로인 U.S. 10번 고속도로가 완공되면서 리드필드를 지나는 주요 도로 루트는 미국 10번 고속도로에서 위스콘신 주 96번 고속도로로 변경되었다.

## 추가 읽기
- "Readfield Came From a Melting Pot", New London Press-Star 200주년 호, 1976년호.